# Бојан Јанић
Бојан Јанић (Лесковац, 11. мaрт 1982) бивши је српски одбојкаш. Играо је на позицији примача сервиса, а од лета 2018. је тренер београдског Партизана у којем је и завршио богату играчку каријеру у сезони 2020/21. обављајући функцију играча–тренера. На клупи клуба из Хумске освојио је првенство Србије (2022/23), куп Србије (2021/22. и 2022/23) и суперкуп Србије (2022).
Ожењен је глумицом Надом Мацанковић.

## Трофеји (као играч)

### Црвена звезда
- Куп СР Југославије (1) : 1999/00.

### Војводина
- Куп Србије и Црне Горе (1) : 2003/04.

### Констанца
- Првенство Румуније (1) : 2014/15.

### Аркада Галац
- Куп Румуније (1) : 2016/17.

## Трофеји (као тренер)

### Партизан
- Првенство Србије (1) : 2022/23.
- Куп Србије (2) : 2021/22, 2022/23.
- Суперкуп Србије (1) : 2022.